# Aslauga subfulvida
Aslauga subfulvida är en fjärilsart som beskrevs av Holland 1890. Aslauga subfulvida ingår i släktet Aslauga och familjen juvelvingar. Inga underarter finns listade i Catalogue of Life.